# Frans Wedemeijer
Frans Wedemeijer (Bergen op Zoom, 1 februari 1838 – Amsterdam, 27 september 1896) was een Nederlands dirigent.

## Leven en werk
Johannes Franciscus Wedemeijer was een zoon van de stafmuzikant Petrus Wedemeijer en Lucia Bruijnen. Hij huwde op 17 april 1873 in Amsterdam met de Haagse Johanna Jacoba Maria Frölich Hubert.
Hij kreeg zijn muzikale opleiding van zijn vader, die korte tijd muziekdocent in Amsterdam is geweest en zich in Leeuwarden als musicus had gevestigd. Hij kon in 1859 aan de slag als violist en klarinettist in het orkest van Willem Stumpff. In dat orkest was hij tevens tweede concertmeester. In 1867 ging dat orkest ter ziele. In 1884 richtte hijzelf een symfonieorkest op, dat enige jaren succes had. Hij gaf in die tijd ook leiding aan het Parkorkest (achter Stumpff), de Amsterdamse Orkestvereeniging (achter Johannes Meinardus Coenen) en verzorgde daarmee onder andere de begeleiding van de Nederlandse Opera) in de Stadsschouwburg. In 1888 schoof hij aan als tweede dirigent van het Concertgebouworkest achter Willem Kes. Hij zou bij meer dan zestig concerten op de bok staan. Na een jaar vertrok hij naar het orkest van het Paleis voor Volksvlijt, maar weer achter de leiders Hol en Coenen. Nadat ook dat orkest sneuvelde richtte hij weer zelf een orkest op. Omdat hij maar niet echt doorbrak, zou hij te boek komen staan als eeuwige tweede. Wedemeijer was tevens kapelmeester van de Amsterdamse schutterij.
Wedemeijer heeft een bewerking geschreven van de Ungarische Suite van Heinrich Hoffmann. Deze werd in 1880 uitgevoerd in Leeuwarden, waarbij melding werd gemaakt van "de zoon van onze geachten stadgenoot". 
Wedemeijer kwam ongelukkig aan zijn einde. Na het verlaten van zijn woning aan de Jacob Van Campenstraat op zaterdagavond 26 september 1896 is hij omstreeks één uur 's nachts te water geraakt van de Singelgracht. Zijn lijk werd op de vroege zondagmorgen 27 september omstreeks vijf uur opgehaald uit het water langs de Stadhouderskade tussen de Van Wou- en Ferdinand Bolstraat. Hij werd op 1 oktober 1896 in Sloten begraven op de begraafplaats Huis te Vraag.